# Ángel Estrada
Ángel Tadeo Estrada Meza (ur. 20 stycznia 2003 w Hermosillo) – meksykański piłkarz występujący na pozycji pomocnika, od 2024 roku zawodnik Leónu.